# Onthophagus impunctatus
Onthophagus impunctatus là một loài bọ cánh cứng trong họ Bọ hung (Scarabaeidae).